# Lars Lilholt
Lars Lilholt, född 14 mars 1953, är en dansk sångare, violinist, gitarrist och låtskrivare. Han är upphovsman till de flesta sånger som är utgivna av hans eget band Lars Lilholt Band. Han var en av huvudpersonerna i "Kræn Bysted" som huserade på den danska folkrockscenen på 1970-talet. Utöver att spela med sitt eget band har han tillsammans med Allan Olsen och Johnny Madsen turnerat under det gemensamma namnet Dalton.
Han har skrivit låten To skud i Stockholm (Två skott i Stockholm) som en hyllning till Olof Palme.